# Hoch Ducan
Hoch Ducan är ett berg i Schweiz.   Det ligger i regionen Albula och kantonen Graubünden, i den östra delen av landet, 190 km öster om huvudstaden Bern. Toppen på Hoch Ducan är 3 063 meter över havet, eller 496 meter över den omgivande terrängen. Bredden vid basen är 13,2 km.
Terrängen runt Hoch Ducan är bergig västerut, men österut är den kuperad. Närmaste större samhälle är Davos, 12,8 km norr om Hoch Ducan. 
Trakten runt Hoch Ducan består i huvudsak av gräsmarker. Runt Hoch Ducan är det mycket glesbefolkat, med 4 invånare per kvadratkilometer.